# Temple de Kamakhya (Guwahati)
Le Temple de Kamakhya est un temple célèbre en Inde dans l'état de l'Assam. La mythologie de l'hindouisme raconte que c'est à cet endroit que Shiva portant la dépouille de sa femme, Sati, laissa tomber la yoni de celle-ci. C'est aussi à cet endroit que Shiva descendait pour s'unir à la déesse. Le temple de Kamakhya est l'une des 51 Shakti Peethas et parmi les 4 Adi Shakti Peethas, le temple de Kamakhya est spécial parce que l'utérus et le vagin de Devi Sati sont tombés ici et ainsi Devi Kamakhya est appelée la déesse de la fertilité ou la "déesse saignante".